# Малый Шишеняк
Малый Шишеняк — река в России, протекает по Ишимбайскому и Белорецкому районам Башкортостана. Длина реки составляет 38 км, площадь водосборного бассейна 182 км².
Начинается на восточном склоне хребта Большой Калу на высоте чуть более 655,1 метра над уровнем моря. Течёт на север по долине между Большим Калу и горами Липовыми, поросшей берёзово-осиновым лесом. Ниже урочища Малый Шишеняк склоны долины становятся обрывистыми. В низовьях реки — село Бакеево. Устье реки находится в 155 км по левому берегу реки Зилим у подножия горы Юантяш.
Основные притоки — Шашмаарен (пр), Иксугуй (лв), Сильваш (пр), Кусырай (пр), Корковар (пр), Ташлыелга (лв), Алагузлы (пр).

## Данные водного реестра
По данным государственного водного реестра России относится к Камскому бассейновому округу, водохозяйственный участок реки — Белая от города Стерлитамак до водомерного поста у села Охлебино, без реки Сим, речной подбассейн реки — Белая. Речной бассейн реки — Кама.
Код объекта в государственном водном реестре — 10010200712111100018753.